# ポリエトキシ化牛脂アミン

一般構造式 （Rは脂肪酸の炭化水素鎖）

ポリエトキシ化牛脂アミン（ポリエトキシかぎゅうしアミン、英語: polyethoxylated tallow amine）または、ポリオキシエチレン牛脂アミン（ポリオキシエチレンぎゅうしアミン、英語: polyoxyethylene tallowamine, POE-tallowamine）は、動物性脂肪（牛脂）由来の非イオン界面活性剤である。ポリエトキシ化アミン (POEAs) の一種である。主に農薬や除草剤のエマルションおよび界面活性剤として使われる。

## 合成
動物性脂肪を加水分解することにより、通常、オレイン酸 (37–43%) 、パルミチン酸 (24–32%) 、ステアリン酸 (20–25%) 、ミリスチン酸 (3–6%) 、リノレン酸 (2–3%) の混合物が得られる。これらをエチレンオキシドでエトキシ化する前に、ニトリルプロセスで脂肪族アミンとする。これにより両親媒性分子となる。脂肪尾部の長さとエキソチル化の度合いが界面活性剤の全体的な特性を決定する。POEAは不純物から合成されるため、それ自体が化合物の混合物である。

## 組成と用途
界面活性剤として使用されるポリエトキシ化牛脂アミンは、文献ではMON 0139またはポリオキシエチレンアミン（POEA）と呼ばれている。除草剤のラウンドアップに添加されていた。エトキシ化牛脂アミン (CAS No. 61791-26-2) は、アメリカ合衆国環境保護庁の農薬不活性成分リスト3に掲載されている:14。
ラウンドアップ・プロはグリホサート製剤で、リン酸エステル中和ポリエトキシル化牛脂アミン界面活性剤を含む。1997年時点では、ラウンドアップとラウンドアップ・プロの界面活性剤の化学的差異に関する情報は公表されていない:14。
POEAの濃度範囲は、そのまま使えるグリホサート製剤では1％未満、濃縮剤では21％である。POEAはラウンドアップ製剤の15％を占め、リン酸エステル中和ポリエトキシル化牛脂アミン界面活性剤はラウンドアップ・プロの14.5％を占める:14。
界面活性剤はグリホサートに添加され、疎水性である植物のクチクラを越えて水溶性グリホサートを効果的に取り込むことを可能にし、雨によって植物から洗い流されるグリホサートの量を減らしている:96。

## 環境への影響
POEAは化学的に複雑なため、環境中での研究が難しい:96。
POEAは魚類や両生類などの水生生物に有毒である。他の界面活性剤と同様に膜輸送に影響を与え、一般的な麻薬として作用することもある。
実験室では、POEAの土壌中での半減期は7日未満である。土壌からの流出は最小限と想定され、水域での半減期は約2週間と推定される。野外実験では、浅い水域でのPOEAの半減期は約13時間であることが示されており、「天然水域の生物に対する製剤の潜在的な直接的影響は、慢性毒性や遅延毒性の結果としてではなく、処理後ごく短時間で発生する可能性が高いという概念をさらに裏付けるものである」とされている:96。
1997年にEPAに提出された文献のレビューによると、水生生物に対する毒性は一般にPOEAのほうがグリホサートよりも強く、アルカリ性環境ではPOEAのほうが強くなることが分かった。（LD50が低いということは、わずかな量でも致死量に達するということであり、LD50が高いということは、致死させるのにかなりの量を必要とするということである。グリホサートのLD50は、pH6.5のミズカマドウマ幼虫に対するPOEAの4.2倍から、pH9.5のニジマスに対するPOEAの369倍である（比較として、pH6.5のニジマスに対するグリホサートのLC50はPOEAの70倍）:18。ほとんどの淡水河川や湖沼のpH値は6.0 - 9.0であり、魚種はこの範囲外のpH値の水によって害を受ける。

## ヒトへの毒性
2000年に発表されたグリホサート製剤に含まれるPOEAとその他の成分の毒性を調査したレビューでは、「in vitroでもin vivoでもDNAに直接損傷を与える説得力のある証拠はなく、ラウンドアップとその成分はヒトに遺伝性／体細胞突然変異をもたらす危険性はないと結論づけられた。...グリホサート、AMPA、POEAには催奇形性や発達毒性はなかった。...同様に、慢性および／または亜慢性試験において、グリホサート、AMPA、POEAで処理した動物の生殖組織には悪影響はなかった。」
2004年に発表された別のレビューでは、グリホサート製剤に関して、「界面活性剤であるポリオキシエチレンアミン（POEA）の毒性は、グリホサート単独や市販の製剤単独の毒性よりも大きいことが実験的に示唆されている。POEAを含むグリホサート製剤が代替界面活性剤を含む製剤よりも毒性が強いと結論づける証拠は不十分である。界面活性剤はおそらくグリホサート製剤の急性毒性に寄与していると思われるが、界面活性剤がグリホサートの毒性を増強するという証拠の重みには反対である。」 